# Mak Ka Lei
Mak Ka Lei (chinesisch 麥嘉莉, * 12. Mai 1985) ist eine Badmintonspielerin aus Macau. 

## Karriere
Mak Ka Lei nahm 2010 im Dameneinzel und im Damendoppel an den Asienspielen teil. Sie verlor dort jedoch jeweils ihre Auftaktpartien und wurde in beiden Disziplinen 17. in der Endabrechnung. Auch bei der China Open Super Series 2008, der Japan Super Series 2011 und der Hong Kong Super Series 2011 war in Runde eins der Hauptrunde Endstation.